# طوسک ۱۲۲۸
سیارک ۱۲۲۸ (به انگلیسی: 1228 Scabiosa، نامگذاری:1931TU) هزار و دویست و بیست و هشتمین سیارک کشف شده‌است که در ۵ اکتبر ۱۹۳۱ و در هایدلبرگ کشف شد.
قدر مطلق سیارک برابر ۱۱٫۵۰ است.